# Савчук Микола Васильович
Микола Васильович Савчук  (14 липня 1959, с. Великий Ключів, Коломийського району Івано-Франківської області) — український журналіст, письменник-гуморист, краєзнавець, фольклорист, естрадний виконавець.
Заслужений артист України (від 2000), Почесний краєзнавець України (2019), лавреат Всеукраїнської літературної премії імені Петра Сагайдачного (2000), літературної премії ім. Остапа Вишні (2013), літературної премії ім. Тараса Мельничука (2018), Всеукраїнської літературної премії ім. Степана Олійника (2020), Івано-Франківської обласної премії ім. Володимира Полєка в галузі краєзнавства (2020), дипломант Всеукраїнської літературної премії ім. Степана Руданського (2016).

## Життєпис
Народився 14 липня 1959 року в с. Великому Ключеві, тепер Коломийського р-ну Івано-Франківської області. Закінчив факультет журналістики Львівського державного університету ім. І. Франка (1987). Працював у коломийських часописах «Червоний прапор» (1987-90) «Вісник Коломиї» (1990-94) та власним кореспондентом газети «Молодь України» в Івано-Франківській обл. (1994—2001). Коротко був журналістом в українській еміграційній газеті «Вісник» (м. Парма, штат Огайо, США, жовтень-грудень 1995). Співпрацював з газетами «Вільний голос», «Коломийський вісник», «Коломийські вісти», «Дзеркало Коломиї», «Дзеркало краю», дописував до газет «Галичина» (Івано-Франківськ), «Літературна Україна» (Київ) та ін.
Як артист-гуморист виступав у багатьох селах і містах України, на фестивалях і святах, перед українськими громадами Канади, США, Великої Британії, Італії, Франції, Греції, Німеччини, Австрії, Польщі, Росії, Словенії, Литви, перед миротворцями у Косово.
Від 2003 року — підприємець, який займається індивідуальною творчою, літературно-видавничою діяльністю та надає інші послуги. Засновник музею «Весела оселя» (2011—2017). Автор, співавтор та упорядник понад 90 книжок.

## Видання гумористично-сатиричні
1. Хи-хи, ха-ха. Новітні коломийки. — Івано-Франківськ, 1991.
2. Як ми були в одному союзі. Новітні коломийки. — Коломия, 1993.
3. Перекривини. [Пародії]. — Парма [США]: Саменький, 1995.
4. Аме-ерика! Гуморески про США й тамтешніх українців. — Парма [США]: Саменький, 1996.
5. Савчукові смішні коломийки. — Київ, 1999.
6. Як нам світло вимикають. Гумор і сатира. — Коломия, 2000.
7. Весела українська анатомія [інші назви — Зарегочена українська анатомія, Зашкірена українська анатомія, Гиготарна українська анатомія. — Львів: Піраміда, 2002.
8. Як прозиваються на Коломийщині. — Коломия, 2002.
9. Смішки. Гуморески, сатиричні вірші, коломийки, шумки. — Коломия, 2002.
10. Торба смішних гостинців для українців. Гуморески, коломийки, іронічні вірші, усмішки. — Коломия, 2006.
11. Балет. Найпопулярніші віршовані гуморески давні й недавні.— Коломия: Вік, 2012.
12. Веселка сміху. Віршований гумор за 1989—2009 рр. — Івано-Франківськ: Тіповіт, 2012.
13. На дорозі. З нового прозового гумору. — Коломия: Вік, 2016. [Серія «Наш сміх». Вип. 5.]. — 56 с.
14. «О, мама міа!». Гумор про українських заробітчанок в Італії та про їхні зв'язки з Україною. — Івано-Франківськ: Фоліант, 2016. — 48 с.
15. Мобільне нещастя. З нового гумору й сатири. — Івано-Франківськ: Фоліант, 2016. — 56 с. [Серія «Наш сміх». Вип. 6.]
16. Іронічні вірші та інші. — Коломия: Вік, 2019. — 128 с.
17. Катавасія біля банкомата. — Івано-Франківськ: Місто НВ, 2021.— 148 с.

Гуморески М. Савчука виконував народний артист України Петро Бенюк, виконують народний артист України Григорій Драпак, артисти й гумористи Ігор Чепіль, Віталій Краснюк, Любомир Солецький, Ігор Іванків, гумористичний театр «КУМ» та ін.

## Упорядковані гумористично-сатиричні видання
1. Анекдоти українською. Вип. 1. — Коломия: Вік, 2012. — 48 с.
2. Український гумористично-сатиричний календар-альманах. — Коломия: Вік, 2012. — 400 с.
3. «Гуцули, гуцули…». Гуцульський гумор і гумор та карикатура про гуцулів. — Коломия, 2014. [Серія «Наш сміх». Вип. 1.]. — 56 с.
4. «Ой, зуби, мої зуби!..» Усмішки, анекдоти, жарти, бувальщини, іронізми, афоризми про зубних лікарів і пацієнтів. — Коломия, 2014. [Серія «Наш сміх». Вип. 2.]. — 56 с.
5. Наш усміхнений батько Тарас (Гумор, сатира, пародії, карикатури, шаржі про Т. Шевченка). — Коломия: Вік, 2014. — 232 c.
6. «Підемо на бойки…» Бойківський гумор і гумор та карикатура про бойків. — Коломия, 2014. [Серія «Наш сміх». Вип. 3.]. — 56 с.
7. Сало/Солонина. Вареники/Пироги. — Коломия, 2014. [Серія «Наш сміх». Вип. 4.]. — 56 с.
8. Сотник Цяпка та инші. З стрілецького і пострілецького гумору. — Івано-Франківськ: Фоліант, 2017. [Серія «Наш сміх». Вип. 7.]. — 56 с.
9. Анекдоти українською. Вип. 2. — Коломия: Вік, 2019. — 48 с.
10. «…Не з тої парохії». Бувальщини й жарти про владик, священників та церковних челядників. — Івано-Франківськ: Фоліант, 2020. [Серія «Наш сміх». Вип. 8.]. — 56 с.

Низка його смішних творів увійшла до гуртових збірок «Весела Січ» (Запоріжжя, 2000-ні), «Шпіц» (Львів, 2005).
Більшість гумористичних видань М. Савчука проілюстрував карикатурист Ігор Бежук (Коломия—Львів).

## Гуморознавчі статті
1. Про гумориста, що вмів бути добрим (До 20-річчя від дня смерти Миколи Понеділка) // Свобода [Нью-Йорк — Джерзі-ситі, США]. — 1996. — 26 січня. — С. 3.
2. Той, що не дозволяє нам відійти від нас самих //Art Line [Київ]. — 1998. — № 4. — С. 68 — 69.
3. Синдром Тарапуньки і пуньки. Стаття // ПІК [Київ]. — 2000. — № 12. — С. 34 — 35.
4. Понеділок, який неважкий // Весела Січ. — Вип. № 8. — Запоріжжя, 2001. — С. 124—128.
5. Стрілецька тема в українській сміховій культурі // Лицарі рідного краю: Січово-стрілецька традиція в історії, культурі та мистецтві України XX століття. — Коломия, 2007. — С. 160—164.
6. Геній, якого ми не поцінували // Час і події [Чікаґо, США]. — 2012. — № 24. — 13 червня.
7. Зачинатель українського коміксу ЕКО // Галичина [Івано-Франківськ]. — 2012. — 16 серпня. — С.16-17.
8. «Веселий Львів» // Енциклопедія сучасної України. — Т. 4. — К., 2005. — С. 301.
9. Гумористично-сатирична періодика // Енциклопедія сучасної України. — Т. 6. — К., 2006. — С. 635—637.
10. Карикатура // Енциклопедія сучасної України. — Т. 12. — К., 2012. — С. 328—329.
11. Клоунада // Енциклопедія сучасної України. — Т. 13. — К., 2013. — С. 353.
12. Клуб веселих і кмітливих (КВК) // Енциклопедія сучасної України. — Т. 13. — К., 2013. — С. 357—358.
13. Козак Едвард Теодорович // Енциклопедія сучасної України. — Т. 13. — К., 2013. — С. 613.
14. «Комар» // Енциклопедія сучасної України. — Т. 14. — К., 2014. — С. 150.
15. Комікс // Енциклопедія сучасної України. — Т. 14. — К., 2014. — С. 183—184.
16. «Лис Микита» // Енциклопедія сучасної України. — Т. 17. — К., 2016. — С. 199.
17. Маґас Всеволод Іванович // Енциклопедія сучасної України. — Т. 18. — К., 2017. — С. 467—468.
18. Мандзюк Феодосій Григорович // Енциклопедія сучасної України. — Т. 19. — К., 2018. — С. 103.
19. Манило Іван Васильович // Енциклопедія сучасної України. — Т. 19. — К., 2018. — С. 122.

Низку біографічних довідок М. Савчука про українських гумористів, сатириків, карикатуристів, артистів комічного амплуа, а також про українські гумористично-сатиричні газети й журнали вміщено в Енциклопедії сучасної України (ЕСУ).

## Історико-краєзнавчі видання
1. Тарас Шевченко на землі коломийській. — Івано-Франківськ: Облвидав «Галичина», 1991.
2. Часописи Коломиї. — Івано-Франківськ: Облвидав «Галичина», 1991.
3. Історія Великого Ключева для школярів. — Коломия: Світ, 1992.
4. Історія [села] Марківки. — Коломия, 2002.
5. Історія Малого Ключева. — Коломия, 2005.
6. Коломия-місто. — Івано-Франківськ: Місто НВ, 2008.
7. Колумб з Коломиї.– Коломия: Вік, 2008. [Серія «Коломийська бібліотека». Випуск 2].
8. Гуцульський календар на рік Божий 2010. — Тернопіль: Збруч, 2009.
9. З кулінарного минулого Коломийщини. — Брошнів: Таля, 2010.
10. Феномен коломийського краєзнавства [у співавторстві з Миколою Васильчуком]. — Коломия: Вік, 2010. [Серія «Коломийська бібліотека». Випуск 6].
11. Січовий батько: штрихи до портрета Кирила Трильовського / У співавторстві з Михайло Петрів, Микола Гуйванюк, Валерій Ковтун / Батько покутян, гуцулів, буковинців [Передмова]. — С. 3-4; Сміхотворці про батька Кирила. — С. 44-51. — Коломия: Вік, 2013.[Серія «Коломийська бібліотека». Випуск 15].
12. Другорядна історія Коломиї. Анґлік з Коломиї та інше. — Коломия: Вік, 2013. [Серія «Коломийська бібліотека». Випуск 17].
13. Церква Преподобної Параскеви у Великому Ключеві. — Коломия: Вік, 2015. — 64 с.+20 стор. іл.
14. Зірки й терни Ярослава Шовкового. — Косів: Писаний Камінь, 2015. — 68 с. + 24 стор. іл. [Серія «Бібліотека Коломийщини». Випуск 2].
15. Наш Яким Юрович. — Коломия, 2015. — 76 с. + 16 іл. [Серія «Бібліотека Коломийщини». Випуск 3]. — 76 с. + 16 с. іл.
16. Коломия. Місто-писанка. Путівник. — Івано-Франківськ, 2015. — 64 с. [Співавтор текстової частини; є ще анґломовна та польськомовна версії цього видання].
17. Коломия. Княгиня міст галицьких. — К.: Логос, 2016. — 200 с.
18. Ювілейний маршрут коломийської колії. — Коломия: Вік, 2016. — 56 с. [Серія «Коломийська бібліотека». Випуск 24.].
19. Церква Преподобної Параскеви у Великому Ключеві (доповнення). — Коломия, 2016. — 8 с.
20. Коломия очима Сеньковського. Книжка-альбом [У співавторстві з Валерієм Ковтуном, Мирославом Близнюком]. — Коломия: Вік, 2016. — [Серія «Українське мистецтво у листівці». Випуск 8.].
21. Українські еліти Коломиї (1848—1939). — Коломия: Вік, 2017. — 112 с. [Серія «Коломийська бібліотека». Випуск 26.].
22. На горі народжена. Коломиєзнавчі тексти. — Коломия: Вік, 2017. — 112 с.+ 22 с. ілюстр. [Серія «Коломийська бібліотека». Випуск 28.].
23. Історія Великого Ключева. Т. 1. — Івано-Франківськ: Фоліант, 2018. — 204 с.+ 16 с. іл.
24. Коломия. ЗУНР/ЗО УНР (У співавторстві з В. Гавриленком). Книжка-альбом. — Коломия: Вік, 2018. — 112 с.
25. «… Ходит Добуш молоденький…» — Івано-Франківськ: Фоліант, 2018. — 44 с.+ 10 с. іл. [Серія «Бібліотека Коломийщини». Випуск 8.]. — 44 с. + 10 с. іл.
26. Найдавніша історія Спаса (Іспаса) (у співавторстві з М. Стовп'юком) — Івано-Франківськ: Фоліант, 2019. — 112 с.
27. Технічна історія Коломиї. — Коломия: Вік, 2020. — 80 с.+ 16 с. ілюстр. [Серія «Коломийська бібліотека». Випуск 35.]
28. Історія Великого Ключева. Т. 2. — Івано-Франківськ: Фоліант, 2020. — 200 с.+ 40 с. іл.
29. Найдавніші прізвища Великого Ключева, які збереглися дотепер. — Коломия: Вік, 2020. — 36 с.
30. Прізвища, прізвиська й прозиванки Великого Ключева. — Коломия: Вік, 2020. — 140 с.
31. Прізвища, прізвиська й прозиванки Великого Ключева. Видання друге, доповнене. — Коломия: Вік, 2023. — 140 с.
32. Історія Великого Ключева. Т. 3. — Дискурсус: Брустури, 2023. — 192 с. + 60 с. іл.
33. Музики правобережної Коломийщини. — Дискурсус: Брустури, 2023. — 96 с.+72 с.іл. [Серія «Бібліотека Коломийщини». Вип. 11.]

Багато краєзнавчих статей і розвідок на тему Коломиї й Коломийщини та Гуцульщини опублікував на сторінках коломийської, івано-франківської та гуцульської періодики. У полі зору — історія та фольклорно-етнографічні студії над історією свого рідного села, Коломиї, Гуцульщини, зокрема прадавня історія і топоніміка.

### Альбоми
1. Коломия. Княгиня міст галицьких. Фотоальбом. — Київ: Логос, 2016. — 200 с.
2. Коломия. 7 див міста предивного. Фотоальбом. — Київ: Логос, 2018. — 120 с.
3. Великдень на Коломийщині. Книжка-альбом. — Київ: Логос, 2020. — 112 с.
4. Коломия. 30 років у незалежній Україні. Книжка-альбом. — Київ: Вістка, 2021. — 200 с.

### Упорядковані історико-краєзнавчі видання
Енциклопедія Коломийщини. Зшиток 1, літера А. — Коломия: Вік, 1996. 
1. Енциклопедія Коломийщини. Зшиток 2, літера Б.— Коломия: Вік, 1998.
2. Енциклопедія Коломийщини. Зшиток 3, літера В. — Коломия: Вік, 2000.
3. Енциклопедія Коломийщини. Зшиток 4, літера Г, Ґ. — Коломия: Вік, 2006.
4. Енциклопедія Коломийщини. Зшиток 5, літера Д. — Коломия: Вік, 2007.
5. Енциклопедія Коломийщини. Зшиток 6, літери Е — Й. — Коломия: Вік, 2007.
6. Енциклопедія Коломийщини. Зшиток 7, Книжка 1, літера К. (Ка-Ко) — Коломия: Вік, 2021. — 160 с. + 36 с. іл.
7. Енциклопедія Коломийщини. Зшиток 12, літера Ч. — Коломия: Вік, 2001.
8. Енциклопедія Коломийщини. Зшиток 13, літера Ш. — Коломия: Вік, 2003.
9. Енциклопедія Коломийщини. Зшиток 14, літера Щ, Ю, Я. — Коломия: Вік, 2002.
10. Матеріали круглого краєзнавчого столу «Коломийська Гуцульщина». — Коломия, 2006.
11. Коломия й Коломийщина. Т. ІІ. Збірник споминів і статей про недавнє минуле. Наукове товариство ім. Шевченка. Коломийський осередок. — Філядельфія — Коломия: Видання Комітету коломиян, 2008. — 400 с.
12. М. Топографія історична. Коломия. Перший історичний нарис про Коломию. — Коломия: Вік, 2011. [Серія «Коломийська бібліотека». Вип. 9]. — 48 с.
13. Мишинська книжечка. — Івано-Франківськ: Фоліант, 2018. — 116 с, ілюстрації (серія «Бібліотека Коломийщини». Вип. 7.) — 116 с.
14. «Коломию гудьмо, а в Коломиї будьмо!». Прислів'я, приказки, цитати та інше про Коломию.  — Коломия: Вік, 2019. [Мініатюрне видання].
15. Маловідома коломиєніана [маловідомі тексти з історії Коломиї]. — Коломия: Вік, 2020. [Серія «Коломийська бібліотека». Вип. 33]. — 48 с.
16. Коломия в новітній історїі України. Вип. ІІ. Ч. 1. Письменники, краєзнавці журналісти нашого міста / Упор. В. Ковтун, О. Вінтоняк, М. Васильчук, М. Савчук, В. Близнюк, О Гаврилюк, Т. Приходько, О. Руданець, М. Кочержук, Н. Тарновецька. — Коломия: Вік, 2023. — 128 с.
17. Театральна Коломия (1848 - 1990 рр.) [Спільно з Б. Волошинським]. — Коломия: Вік, 2025. — 184 с. + 32 с. іл. [Серія «Коломийська бібліотека». Вип. 44].

### ФОЛЬКЛОРНО-ЕТНОҐРАФІЧНІ ВИДАННЯ
1. Панова люлька. Легенди, найдавніші народні перекази, повір'я записані у с. Великий Ключів. — Івано-Франківськ: Лілея-НВ, 1998.
2. Від Пилипівки до Говіння. Звичаї, колядки, щедрівки зимового циклу, які записав упродовж 1975—2003 років Микола Савчук у селі Великому Ключеві Коломийського району Івано-Франківської області. [Серія «Золота стежка»]. — Коломия: Вік, 2003.
3. Від Говіння до Зеленої неділі. Звичаї, традиції, ігри, пісні весняного циклу, які записав упродовж 1974—2003 років Микола Савчук у селі Великому Ключеві Коломийського району Івано-Франківської області. Серія ["Золота стежка"]. — Коломия: Вік, 2007.
4. Від Зеленої неділі до Пилипівки. Звичаї, традиції, пісні, роботи літньо-осіннього циклу, які записав упродовж 1974—2009 років Микола Савчук у селі Великому Ключеві Коломийського району Івано-Франківської області. — Коломия: Вік, 2012.
5. Коломийська Гуцульщина запрошує. — Коломия: Асоціація економісного розвитку Коломийщини, 2007.
6. Кишеньковий довідник коломийки. — Коломия: Вік, 2008.

## УПОРЯДКОВАНІ ФОЛЬКЛОРНО-ЕТНОҐРАФІЧНІ ВИДАННЯ
1. Сто масних кавалків. Гуцульські сороміцькі коломийки. — Парма [США]: Саменький, 1996.
2. Шідарідайдана. Коротенькі співаночки або коломийки, які записав упродовж 1975—1989 років Микола Савчук у селі Великому Ключеві Коломийського району Івано-Франківської області. — Івано-Франківськ: Лілея-НВ, 1999.
3. Коломийки Коломийської Гуцульщини. — Коломия: Асоціація економічного розвитку Коломийщини, 2006.
4. Антикорупційні коломийки. Авторські коломийки мешканців Коломийського р-ну Івано-Франківської обл., надіслані на конкурс, оголошений Асоціацією економічного розвитку Коломийщини. — Коломия, 2007.
5. Коломийки вербізькі, молодятинські, рунґурські й пнівські. — Коломия: Вік, 2008. [Серія «Автентичні коломийки-1»].
6. Коломийки дзвиняцькі. — Коломия: Вік, 2012. [Серія «Автентичні коломийки-2»].
7. Колцуняк Микола. Весілля в Ковалівці / Ініціатива, передмова та примітки Миколи Савчука. — Коломия: Вік, 2015. — 128 с. + 16 с. ілюстрацій (серія «Бібліотека Коломийщини». Вип. 1.).
8. Шинкарук Михайло. (І)Спаська давнина / Ініціатива, передмова та примітки Миколи Савчука. — Коломия: Вік, 2016. — 88 с. (серія «Бібліотека Коломийщини». Вип. 4.).
9. Шнайдер Юзеф. Печеніжинські люди. Переклад з пол. мови Ірени Гулай-Назарової / Ініціатива, передмова та примітки Миколи Савчука. — Івано-Франківськ: Фоліант, 2017. — 108 с. + 12 с. ілюстрацій (серія «Бібліотека Коломийщини». Вип. 6.).
10. Коломийки парубоцькі й дівоцькі з коломийських околиць.  — Коломия: Вік, 2019. [Мініатюрне видання].:
11. Ключівські приказки, прислів'я та инше: Вітання, віршики, лічилки, побажання, приказки, прислів'я, усталені словосполучення, які записав у Великому Ключеві впродовж 1975—2020 років і впорядкував Микола Савчук (1070 зразків). — Коломия: Вік, 2020. — 92 с.
12. Ключівські сороміцькі приказки, прислів'я та инше: Вітання, віршики, лічилки, побажання, приказки, прислів'я, усталені словосполучення, які записав у Великому Ключеві впродовж 1975—2020 років і впорядкував Микола Савчук (275 зразків). — Коломия, 2020. — 28 с.
13. Ключівські прислів'я, приказки та инше. Видання друге, доповнене й виправлене (2060 зразків). — Дискурсус: Брустури, 2023. — 208 с.
14. Ключівські весільні співанки. — Дискурсус: Брустури, 2024. — 134 с.

### СПОГАДИ
1. Мандри книжковим світом. Спогади книголюба. — Івано-Франківськ: Фоліант, 2018. — 80 с. + 6 с. ілюстрацій.
2. Від філуменії до гуморофілії. Спогади колекціонера. — Івано-Франківськ: Фоліант, 2018. — 74 с. + 8 с. ілюстрацій.
3. Хатами й архівами за давниною. Спогади краєзнавця й фольклориста. — Івано-Франківськ: Фоліант, 2019. — 128 с. + 12 с. ілюстрацій.
4. Тридцять — з мікрофоном і сорок — з пером. Спогади (1979—2019 рр.). — Т. 1. Івано-Франківськ, 2021.— 164 с. + 24 с. ілюстрацій.
5. Тридцять — з мікрофоном і сорок — з пером. Спогади (1979—2019 рр.). — Т. 2. Івано-Франківськ, 2022.— 152 с. +28 с. ілюстрацій.

### ПОЕТИЧНІ ВИДАННЯ
1. Вірші однієї ночі. [Поезія]. — Парма [США]: Саменький, 1996.
2. Січневий віршепад [Поезія]. — Парма [США]: Саменький, 1996.
3. У стодолі осені [Лірика]. — Дискурсус: Брустури, 2023. — 36 с.
4. Життєві сади [Лірика]. — Дискурсус: Брустури, 2023. — 44 с.
5. Мрії й думки українні. [Лірика]. — Дискурсус: Брустури, 2023.

### ПРОЗОВІ ВИДАННЯ
1. Коломийська історія Шерлока Голмса. Повість-детектив. Ілюстр. М. Яцурака. — Коломия: Вік, 2016. — 128 с.
2. Окрушини: афоризми, іронізми, думки, шумки. — Коломия: Вік, 2019. — 68 с. (Мініатюрне видання).

Анґломовний переклад повісті-детектива «Коломийська історія Шерлока Голмса» (перекладач Анатолій Олійник) опублікував у літньому номері анґломовний інтернет-журнал «Proceedings of the Pondicherry Lodge: Summer 2020» (Бенґалуру, Індія). Його видає Товариство Шерлока Голмса в Індії.

### ПЕРЕДКНИЖКИ
1. З громадою і для громади. Спогади про громадську діяльність. — Коломия, 2022. — 92 с. + 12 с. іл.

2. Шістдесят спогадів про дитинство. — Коломия, 2023. — 128 с. + 20 с. іл.

### ІНШОМОВНІ ПУБЛІКАЦІЇ МИКОЛИ САВЧУКА І ПРО МИКОЛУ САВЧУКА
1. Pługator Halina. Do dźentelmenów z Kołomyi // Kurier galicyjski [Lwów]. — 2008. — 17-30 listopada. — S. 28.
2. Un journaliste des Carpates en «mission» // L'Eklaireur [Montargi, France]. — 2010. — 6 Mai. — P. 13. (Франція).
3. Kolomyian History of the Sherlock Holmes // Proceedings of the Pondicherry Lodge: Summer 2020 [Bangalore, Indie]. Переклад з української анґлійською Анатолія Олійника. (Індія).
4. З усмешкай па жыцці // Вожык [Мінск, Беларусь]. — 2021. — Люты. — С. 10. Переклад з української білоруською Міхася Мірановіча. (Білорусь).
5. Sherlock in Ukraine. From Holmes to Kholmes and back again // Sherlock Holmes Magazine [London, Great Britain]. — 2021. — № 5. — P. 60-63. Переклад з української анґлійською Анатолія Олійника. (Велика Британія).
6. Solidarität mit der Ukraine: Mykola Savchuk // Frizz [Frankfurt am Main]. — 2022. — #4. — S. 18. (Німеччина).
7. Mykola Savchuk. Wie die Westukraine Ostern feiert // Frankfurter Neue Presse [Frankfurt am Main]. — 2022. — Nr. 89. — S. 3. Переклад з української німецькою Миколи Капатрука (Німеччина).
8. Mykola Savchuk. Humor zum Geräusch von Explosionen // Börsenblatt [Frankfurt am Main]. — 2022. — 9 August (Німеччина). Переклад з української німецькою Миколи Капатрука (Німеччина).
9. Mykola Savchuk. Wenn doch Frieden wäre // Frankfurter Neue Presse [Frankfurt am Main]. — 2022. — Nr. 300. — S. 3. Переклад з української німецькою Миколи Капатрука (Німеччина).

### ПІСНІ
1. «Ой ти любко моя з Коломиї» або «Любка з Коломиї». Жартівлива пісня. Слова й музика Миколи Савчука. Написана 1990 р., вперше виконав автор 1991 р., вперше опублікована 1992 р. в збірці «Співанки про Коломию» (Івано-Франківськ: Галичина, 1992. — С. 14-15.). Текст цієї пісні вміщено в багатьох часописах. Слова й музику опубліковано в збірнику «Українські народні пісні»/ Упор. В. Єсипок (К.:Техніка, 2003. — С. 148—149), в збірнику «Співанкові барви» / Упор. Х. Пасічник (Івано-Франківськ: Місто НВ, 2006. — С. 178), у збірнику «Пісенник українця»/ Упор. Л. Глушков (Коломия: Вік, 2015. — С. 221—222.). У збірнику «100 найкращих українських пісень» (Любляна, Словенія, 2010. — С. 131—132, 277) подано тексти українською і словенською мовами (переклад А. Гевки) та мелодію пісні. Існує також польський переклад цієї жартівливої пісні. Вона входить до репертуару професійних і самодіяльних виконавців, зокрема заслуженого артиста України О. Марцинківського, відомих гуртів «Львівські музики» та «Дзвони» з Коломиї (компакт-диск), гурту «Едельвейс» з Коломиї (компакт-диск) та багатьох ресторанних і весільних капел. Вона лунає разом з іншими найпопулярнішими карпатськими піснями й мелодіями біля фонтану «Водограй любові» в м. Коломиї.
2. «Співання про кохання» (Інші варіанти — «Ти мій цьом-цьомчику», «Бом-бомчику»). Жартівлива пісня. Слова й музика Миколи Савчука. Написана 1990 р., вперше виконав автор 1991 р. У 1992 р. М. Савчук виконував її на сцені палацу культури «Україна» в Києві під час першого Всеукраїнського фестивалю гумору та сатири. Текст цієї пісні вміщено в багатьох часописах, тривалий час цією піснею починалася популярна гумористична радіопередача «Від суботи до суботи» на Українському Радіо. Входить до репертуару багатьох професійних і самодіяльних виконавців і гуртів, зокрема гумористичного театру «КУМ» з м. Калуша (компакт-диск). Лунала в популярній телепрограмі Оксани Пекун «Фольк-musik» (2014) на УТ-1 у виконанні хору "Джерело "з м. Кременчука.
3. «Панчик Маркіянчик». Жартівлива пісня. Автор слів М. Савчук, автор музики В. Кузнецов. Текст написаний 2002 р., пісня 2012 р. Одразу здобула популярність, визнана найкращою українською естрадною піснею 2012 р. за версією Українського радіо. За цю пісню М. Савчук отримав диплом лауреата Всеукраїнської народної пісенної премії «Галицький шляґер-2013». Цей твір у репертуарі відомого гурту «Дзвони» з м. Коломиї. У виконанні цього гурту лунала в популярній телепрограмі Оксани Пекун «Фольк-musik» (2014) на УТ-1.
4. «Тутка». Жартівлива пісня. Автор слів М. Савчук. Написана 2013 р. Виконав уперше 2013 р. заслужений артист України Віктор Павлик. Створено відеокліп пісні в інтернет-просторі. Пісня лунала в багатьох теле-і радіопрограмах.
5. «Незалежна Україна». Автор слів М. Савчук, автор музики Є. Бондаренко. Виконав уперше 2001 р. заслужений артист України Михайло Попелюк. Пісня лунала в багатьох концертах і радіопередачах, записана на компакт-диску М. Попелюка. Її слова і музика опубліковані в багатьох українських часописах.
6. «Грай, Чугайстре!». Слова Б. Кучера і М. Пітчука, муз. Б. Кучера. Пісня написана 2010 р. У цій пісні Микола Савчук співає гуцульські коломийки.
7. «З Новим роком!». Слова М. Савчука, музичний мікс Ю. Піцишина (м. Львів), виконує Р. Федоришин (м. Львів). Пісня написана 2018 р. Набрала на Facebook понад 600 тисяч переглядів.
8. «Йде Пречиста до героїв» (різдвяна пісня). Слова і музика М. Савчука. Пісня написана 2022 р. і в авторському виконанні поміщена на ютуб-каналі М. Савчука. У виконанні жіночого ансамблю Іванівського СБК Красносільської громади Одеської обл. пісня перемогла на ІІІ Всеукраїнському фестивалі-конкурсі мистецтв «Різдвяна Україна» (Київ, 21 січня 2024 р.), а М. Савчук отримав грамоту-відзнаку за найкращий авторський твір у вокальному жанрі (авторська пісня).

М. Савчук написав ще низку жартівливих пісень: «Пісня про хлопчика», «Трускавець», «А в Коломиї, тут добре жити» та ін., а також тексти, які ще не покладені на музику.
Упорядкував разом з композитором О. Козаренком збірку «Співанки про Коломию» (Івано-Франківськ: Галичина, 1992.).
На Ютубі 2019 р. вміщено 60 малознаних українських пісень, які виконує Микола Савчук, акомпануючи собі на баяні.

### АУДІОВИДАННЯ
1. Співання про кохання. Авторські жартівливі пісні-шляґери. — Парма, США. — 1995.
2. Діаспорний гумор. Авторський гумор про українську діаспору. — Парма, США. — 1996.
3. Жартувати аби не хорувати. Авторський гумор. — Львів, «Золотий лев». — 1999.
4. Сміх крізь сльози. Авторський гумор. — Калуш, «Студія 6 секунд». — 2002.
5. 7 день не їж, а весело дивисі. Авторський гумор гуцульським діалектом. — Калуш, «Студія 6 секунд». — 2002.
6. Граблі й кишка. Авторський гумор про українську діаспору. — Торонто, Канада. — 2002.
7. Лиса гумореска. Авторський гумор. — Калуш, «Студія 6 секунд». — 2006.
8. Лелітки сміху. Авторський гумор, жартівливі пісні. — Калуш, «Студія 6 секунд». — 2009.
9. Золоті коломийки. Автентичні гуцульські коломийки. Виконує Микола Савчук, приграють музики з с. Мишина (Гуцульщина).- Калуш, «Студія 6 секунд». — 2004—2005. Входить до кількох гуртових дисків, широко використана в різних інтернет-матеріалах.
10. Микола Савчук. 6 альбомів (МР3) з серії «Діамантова колекція України». — Калуш, «Студія 6 секунд». — 2011.
11. Тук-тук  — це Микола Савчук. Гуморески. Карабулька перша. — Коломия — Івано-Франківськ, 2013.

Відомо до десятка підроблених аудіокасет і дисків з гумором Миколи Савчука та його «Золоті коломийки».

### УПОРЯДКОВАНІ АУДІОВИДАННЯ
1. Співає й грає Печеніжин. — Довбушів край [Автентична музика і спів смт. Печеніжина Коломийського р-ну Івано-Франківської обл.] — Калуш, «Студія 6 секунд». — 2007 [Серія «Фольклор Коломийської Гуцульщини». 1].
2. Мишинські музики і співаки.[Автентична музика і спів с. Мишина Коломийського р-ну Івано-Франківської обл.]. — Івано-Франківськ, 2013 [Серія «Фольклор Правобережної Коломийщини». 1.]
3. Співанки й колядки з Ключева Великого [Автентичний спів с. Великого Ключева Коломийського р-ну Івано-Франківської обл.]. — Івано-Франківськ, 2013 [Серія «Фольклор Правобережної Коломийщини». 2.]

Про коломийського сміхованця написано багато статей у періодиці України та української діаспори, а також видана книжка А. Добрянського і Г. Стовп'юк «Гуморист Микола Савчук» (Коломия, 1999). На основі гумористичної творчості М. Савчука у Чернівецькому університеті 1999 р. захистили дві дипломні роботи.

### Інші матеріали
1. Ukraine: Hutsulka in the village of Velykyj Kljuchiv (Микола Савчук танцює ключівську «Гуцулку» з рідною сестрою Наталкою для американських митців. Опубліковано в інтернеті 5 вересня 2008 року. Станом на 1 червня 2018 року має понад 22.958 переглядів).
2. Відео Аркан і Гуцулка (Микола Савчук збирав на весіллі гуцульський чоловічий танець «Арґан.» Опубліковано в інтернеті 30 грудня 2014 року. Станом на 1 травня 2018 року має 70 152 перегляди).
3. Микола Савчук. Золоті коломийки. Поширені на різних сайтах і сторінках. Окремі користувачі наклали на них фото чи відеоряд і не зазначили автора виконання.
4. Весільний танець «Гуцулка» (уривок) (Співанки й колядки з Ключева Великого. Опубліковано 28 грудня 2014 року. Станом на 1 травня 2018 року має понад 2464 перегляди).
5. Коломийки рекрутські (Співанки й колядки з Ключева Великого. Опубліковано 28 грудня 2014 року. Станом на 1 червня 2018 року має понад 4370 переглядів).
6. Письменницький портал Пилипа Юрика. Майстри гумору. Микола Савчук (Частина гумористично-сатиричного творчого доробку Микола Савчука. Опубліковано 11 квітня 2012 року. Станом на 1 червня 2018 року має майже 11117 переглядів).
7. Гумореска «На дорозі» у виконанні автора (2010 р.) Станом на 1 червня 2018 р. має понад 20 837 переглядів.
8. Виступ М. Савчука на весіллі в м. Косові. Станом на 1 червня 2018 р. має понад 34 000 переглядів.

Від 2019 р. має свій канал на Ютубі (понад 500 підписників).

### ГРОМАДСЬКА ДІЯЛЬНІСТЬ
Разом з однодумцями створив чоловічий Клуб Коломийців (2007 р.; у 2013 р. клуб призупинив діяльність), став ініціатором відродження міських балів з назвою «Маланчин вечір» (2009—2012).
Ініціатор встановлення меморіальних таблиць: відомому освітньому діячеві Роману Коссареві (с. Великий Ключів, 1989), легендарному Іванові Богдану (Коломия, 2008), першому відомому українському міському голові в Коломиї, війтові Воронькові (Коломия, 2017).
Член товариства «Просвіта» і Гуцульського товариства.
Від 2001 р. — член Асоціації економічного розвитку Коломийщини (АЕРК), заступник голови АЕРК. Співорганізатор та учасник круглих столів АЕРК з громадськістю, партійними лідерами, громадськими активістами; учасник соціологічних досліджень з питань життєдіяльності територіальної громади, організатор конкурсів та голова, член журі конкурсів у рамках проектів АЕРК. Брав участь в ознайомленні з польським досвідом в галузі маркетингу сільськогосподарської продукції (Польща, 2001), в ознайомлення з польським досвідом роботи органів місцевої влади з заявами і скаргами громадян (Польща, 2005), в обміні досвідом та навчання в рамках програми «Схід-Схід» Міжнародного Фонду «Відродження» (Румунія, 2005—2008), у рамках проекту ЄС «Створення мережі Центрів першого контакту в Україні», який реалізовано у рамках чотиристоронньої Програми прикордонного співробітництва ЄІСП (Словаччина, 2015).
Публікував промоційні матеріали в місцевій пресі на тему діяльності АЕРК і проектів, які реалізувала АЕРК та інші НУО.
1. Автор «Інформаційного бюлетеня». — Коломия, 2005.
2. Співавтор видання «Пріоритети розвитку міста Коломиї. Майбутнє міста Коломиї очима його громадян». — Коломия, 2004.
3. Співавтор Аналітичного документу з аналізу політики на місцевому рівні «Пріоритети розвитку м. Коломиї». — Коломия, 2004.
4. Співавтор видання «Документ з аналізу політики на місцевому рівні: Шляхи реформування житлово-комунального господарства». — Коломия, 2004.
5. Співавтор видання «Громадою творимо своє майбутнє». — Коломия, 2007.
6. Співавтор видання «Коломийська Гуцульщина запрошує». — Коломия, 2007.
7. Редактор видання «Молодіжні центри як інноваційна форма роботи з молоддю». — Коломия, 2007.
8. Автор-упорядник збірки «Антикорупційні коломийки» у рамках проекту «Така у нас корупція, що вже не мож’ жити, — лиш за тебе, коломийко, не треба платити» — Коломия, 2007.

### Нагороди
- Медаль, заохочувальна відзнака «15 років Збройним Силам України. 1991—2006» Міністерства оборони України (2006).
- Відзнака Коломийського міського голови (2009).
- Медаль «Будівничий України» Всеукраїнського товариства «Просвіта» (2009).
- Знак Гуцульського товариства у Львові «Патріот Гуцульщини» (2017).
- Ювілейна відзнака «100 років Західноукраїнської Народної Республіки» Івано-Франківської обласної ради (2018).
- Медаль «За заслуги перед Коломийщиною» Коломийської районної ради та районної державної адміністрації (2019).
- Ювілейна медаль Івано-Франківської обласної ради «30 років відновлення Незалежності України» (2021).
- Занесений до Книги шани м. Коломиї (2017).
- Микола Савчук живе у м. Коломиї на Івано-Франківщині.
- У липні 2009 року в залі Народного дому відбувся його ювілейний концерт за участю провідних артистів гумору Західної України.